# Анастасия Сербская
А́нна Нема́нич (серб. Ана Немањић), в монашестве — Анастаси́я (серб. Анастасија) (около 1113 — 21 июня 1200) — сербская княгиня, жена  Стефана Немани, мать Стефана Первовенчанного, святого Саввы и Вукана Неманича.
Канонизирована в лике преподобных. Память — 21 июня.

## Биография

### Происхождание
Происхождение Анны неизвестно, а исторические источники противоречивы. Есть предположение, что она была родом из Боснии.

### Брак
Неизвестно точно, когда она познакомилась и вышла замуж за Стефана Неманю. Согласно некоторым хроникам, брак состоялся в 1142/1143 году.

#### Дети
В браке родились шестеро детей:
- Вукан
- Стефан
- Растко
- Ефимия
- Вука
- Елена

### Монашество
Стала монахиней вместе со своим мужем в 1196 году. Последние годы жизни она провела в монастыре Пресвятой Богородицы в Топлице.

## Место захоронения
Похоронена в Студенице.